# Peddersen og Findus
Peddersen og Findus (svensk: Pettson och Findus) er en svensk børnebogsserie af den svenske forfatter Sven Nordqvist. Første udgivelse i serien udkom i 1984 i Sverige. 
Hovedpersonerne er den ældre mand Peddersen og hans talende kat Findus.

## Bøger
- Pannkakstårtan (1984)
- Rävjakten (1986)
- Stackars Pettson (1987)
- Pettson får julbesök (1988)
- Kackel i grönsakslandet (1990)
- Pettson tältar (1992)
- Tomtemaskinen (1994)
- Tuppens minut (1996)
- Pyssla med Findus (1998) tekst: Eva-Lena Larsson og Kennert Danielsson
- Pettson och Findus sångbok (1999) text: Sven Hedman
- När Findus var liten och försvann (2001)
- Pettson och Findus kokbok (2004) text: Christine Samuelson
- Findus flyttar ut (2012)
- Känner du Pettson och Findus? (2014)
- Var är Pettson? (2015)
- Sjung med Pettson och Findus (2015) tekst: Sven Hedman
- Kan du ingenting Pettson? (2019)
- Pettson och Findus bygger en bil (2020)

## Julekalender
1993 blevet en julekalender lavet i SVT med Peddersen og Findus.

## Film
Der er sket flere filmatiseringer og teaterstykker baseret på bøgerne.
- Peddersen & Findus - Det kattens år
- Peddersen & Findus - Fornemt besøg
- Peddersen & Findus 3 - Nissemaskinen
- Peddersen og Findus: Glemligheder
- Peddersen & Findus - Den lille drillepind
- Peddersen & Findus: Den bedste jul nogensinde
- Peddersen og Findus: Findus flytter hjemmefra

| Bog | Spire Denne artikel om bøger og tidsskrifter er en spire som bør udbygges. Du er velkommen til at hjælpe Wikipedia ved at udvide den. |